# Bartolomeu Anania
Bartolomeu Anania, pe numele de mirean Valeriu Anania, (n. 18 martie 1921,  comuna Glăvile, județul Vâlcea – d. 31 ianuarie 2011, Cluj-Napoca) a fost un cleric ortodox român și scriitor. Din 1993 și până la moarte a fost arhiepiscop al Arhiepiscopiei Vadului, Feleacului și Clujului (până în 2005 în cadrul Mitropoliei Ardealului). În anul 2006 a devenit primul mitropolit al Mitropoliei Clujului, Albei, Crișanei și Maramureșului. În anul 2007 a fost principalul contracandidat al mitropolitului Daniel Ciobotea la alegerea noului patriarh al Bisericii Ortodoxe Române.

## Școala și activitatea până în 1948
Valeriu Anania s-a născut la data de 18 martie 1921 fiul lui Vasile și al Anei Anania, în comuna Glăvile-Piteșteana, județul Vâlcea. A urmat școala primară în satul natal apoi, cursul secundar l-a făcut la București. S-a înscris la Seminarul Teologic Central din București, ale cărui cursuri le-a urmat în perioada 1933-1941. A frecventat și Liceul „Dimitrie Cantemir” din București apoi Liceul „Mihai Viteazul” din București, unde a obținut bacalaureatul în 1943.
În anul 1935, minor fiind, s-a înscris în organizația legionară a tineretului școlar „Mănunchiul de prieteni”. În anul 1936 era deja încadrat în „Frăția de Cruce”, organizație superioară celei anterioare. Peste ani își amintește Bartolomeu Anania: „...Nu am apucat să devin legionar din două motive, unul formal și altul de fond: în ianuarie 1941, la vremea când eu încă nu eram major (la aceea vreme majoratul era la 21 de ani), „Frăția de Cruce” din Seminarul Central a fost desființată. În al doilea rând, în timpul scurtei guvernări legionare, dar și după aceea, mi-a fost dat să văd și reversul medaliei, adică fața neștiută a Gărzii de Fier, cu care nu puteam fi de acord. Mărturisesc însă că în „Frăția de Cruce” din Seminar nu se făcea politică, nici antisemitism, ci doar educație, și că nu am avut de învățat decât lucruri bune: iubire de Dumnezeu, de neam și de patrie, corectitudine, disciplină în muncă, cultivarea adevărului, respect pentru avutul public, spirit de sacrificiu.” (pentru care cauză anume?).
În anul 1941 a fost arestat pe o lună de zile pentru participarea la funeraliile unui comandant legionar. Mărturisește în continuare Anania: ...„După trei săptămâni am fost eliberat, dar în cazierul meu a rămas fișa cu calificativul „legionar”, un stigmat de care, orice ai face, nu scapi o viață întreagă. Nu am făcut parte niciodată dintr-un partid politic, dar am fost și am rămas pe dreapta”. În anul 1942 a fost arestat și condamnat din nou, la șase luni de închisoare, pentru deținere - în podul Mănăstirii Cernica - de materiale legionare și arme.
La 2 februarie 1942 s-a călugărit la Mănăstirea Antim din București, dându-i-se numele de Bartolomeu. În același an, la 15 martie 1942, a fost hirotonit ierodiacon, slujind în această calitate la Mănăstirile Polovragi și Baia de Arieș.
În toamna anului 1944 s-a înscris ca student la Facultatea de Medicină și la Conservatorul de Muzică din Cluj, după ce Ardealul de Nord a revenit sub administrație românească. În calitate de președinte al studenților din Centrul Studențesc „Petru Maior” a organizat și condus greva studențească cu caracter anticomunist, contra  guvernului condus de Petru Groza la 6 martie 1946 și totodată antirevizionistă împotriva celor care nu erau de acord cu revenirea Ardealului la România. Din cauza organizării acestei greve a fost exmatriculat în anul 1947, după care a ajuns stareț la Mănăstirea Toplița, aflată pe atunci în județul Mureș (interbelic).
Ulterior și-a continuat studiile la Facultatea de Teologie din București și la Academia Andreiană din Sibiu, obținând titlul de „licențiat în teologie” (1948).

## Activitatea în timpul regimului comunist
Între anii 1948-1949 a fost intendent la Palatul Patriarhal, iar apoi, între anii 1949-1950, inspector patriarhal pentru învățământul bisericesc. Între anii 1950-1951 a fost asistent la catedra de Istorie Bisericească Universală la Institutul Teologic Universitar din București, iar între 1951-1952, decan al Centrului de Îndrumare Misionară și Socială a Clerului, la Curtea de Argeș. În perioada 1952-1958 a deținut funcția de director al bibliotecii patriarhale din București. Conform mărturiilor unor contemporani, s-a bucurat în toată această perioadă de protecția patriarhului Justinian Marina.
În anul 1958 a fost din nou arestat, sub acuzația de activitate legionară. A fost condamnat de către Tribunalul Militar Ploiești la 25 de ani de muncă silnică pentru „uneltire contra ordinii sociale”. Și-a ispășit pedeapsa în Închisoarea Aiud, la secția „politici”, unde a făcut parte dintr-un „comitet de reeducare” (cit. „torționar”).
În timpul detenției i-a murit mama. În 1964 a fost eliberat, împreună cu alți deținuți politici, în urma unui decret dat de autorități de grațiere a detenției politice.
În anul 1966 a fost trimis de Biserica Ortodoxă Română în Statele Unite ale Americii, unde a îndeplinit mai multe funcții în cadrul Arhiepiscopiei Ortodoxe Române a celor Două Americi, aflată în concurență cu Episcopia Ortodoxă Română din America. Au existat speculații legate de trimiterea lui Anania în SUA cu scopul de a-l discredita pe episcopul legionar Valerian Trifa, neafiliat autorităților bisericești de la București. Cert este că Anania l-a privit pe Trifa drept „păstorul rătăcit”, iar Trifa pe Anania drept „oaia cea pierdută”.
Anania a fost secretar eparhial, consilier cultural și director al serviciului „publicații” din cadrul Arhiepiscopiei Ortodoxe Române afiliate Patriarhiei de la București. În anul 1967 a fost hirotonit ieromonah de către arhiepiscopul Victorin Ursache, acordându-i-se din partea Sfântului Sinod rangul de arhimandrit.
Anania a fost membru fondator al Comitetului Sălii Românești din Detroit, avându-l ca invitat la dineul de promovare din 21 mai 1976, pe laureatul Premiului Nobel, Prof. Dr. George Emil Palade.
A participat la diverse conferințe în Detroit, Chicago, Windsor și Honolulu,  ca membru în delegația Bisericii Ortodoxe Române care a vizitat Bisericile vechi orientale din Egipt, Etiopia și India (1969). Conform jurnalistului Ioan T. Morar, Bartolomeu Anania ar fi furnizat Securității note informative despre Andrei Scrima, unul din teologii ortodocși de seamă aflați în exil. Conform CNSAS numele de informator al lui Bartolomeu Anania a fost „Apostol”.
După reîntoarcerea în țară a fost numit director al Institutului Biblic și de Misiune al Bisericii Ortodoxe Române, între anii 1976-1982. În anul 1982 s-a retras la Mănăstirea Văratec, pentru a se dedica scrisului, precum traducerea și adnotarea Sfintei Scripturi. Această traducere a fost tipărită cu binecuvântarea și prefața patriarhului  Teoctist Arăpașu în anul 2001.

## Mitropolit al Clujului
În primăvara anului 1990 a făcut parte din Grupul de Reflecție pentru Înnoirea Bisericii, alături de clericii Dumitru Stăniloae, Constantin Galeriu, Daniel Ciobotea, Constantin Voicescu, Iustin Marchiș, Toader Crâșmariu și de mirenii Horia Bernea, Octavian Ghibu, Teodor Baconsky, Sorin Dumitrescu. 

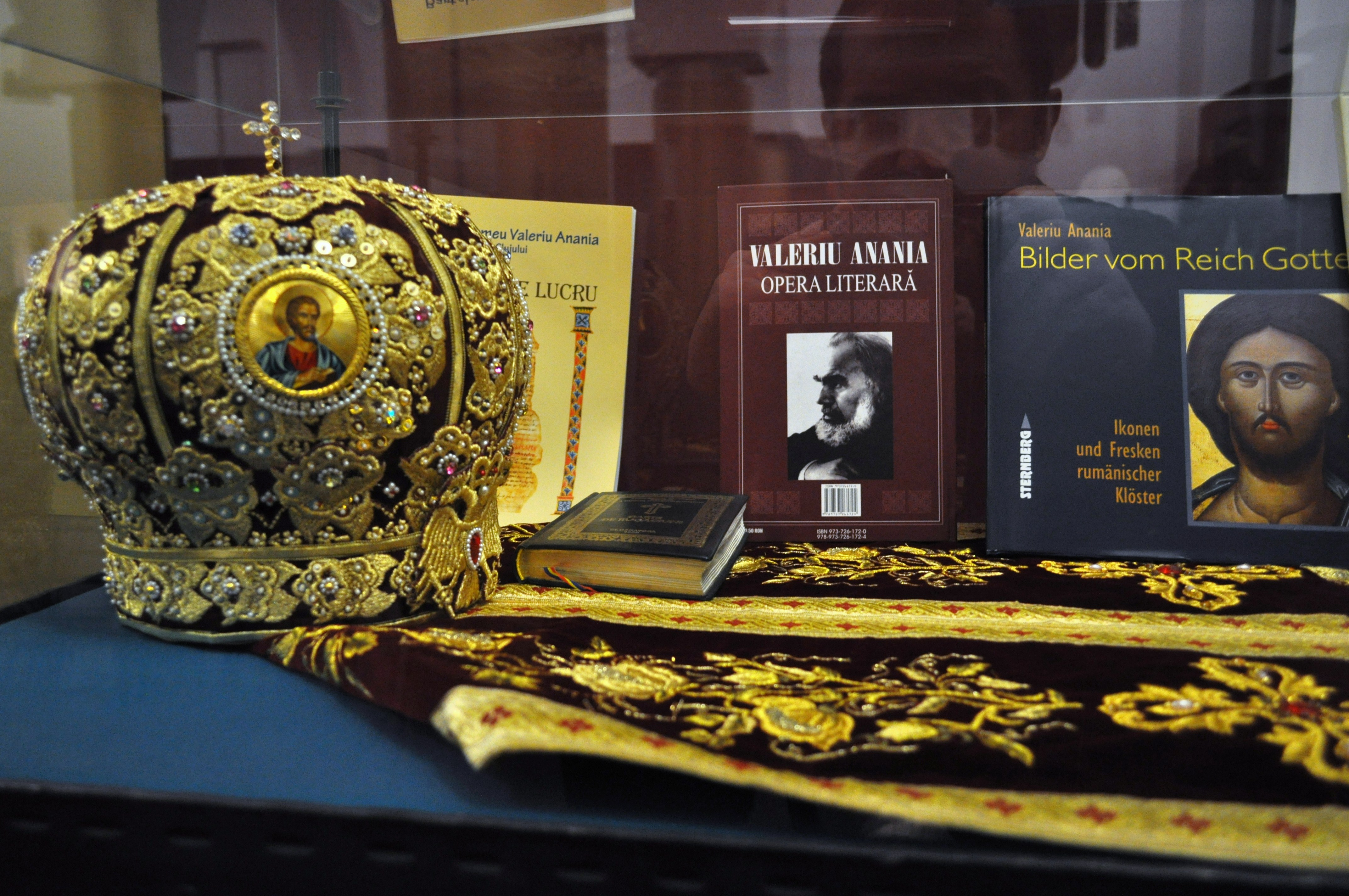
Mitra de arhiereu

La 21 ianuarie 1993, după moartea arhiepiscopului Teofil Herineanu, a fost ales arhiepiscop al Vadului, Feleacului și Clujului. Hirotonirea întru arhiereu și instalarea în Catedrala Ortodoxă a Clujului a fost oficialtă de patriarhul Teoctist în data de 7 februarie 1993, înconjurat fiind de un sobor de ierarhi și de o mare mulțime de credincioși.
În toamna anului 2005, după decesul mitropolitului Antonie Plămădeală, a declarat inițial că este prea bătrân pentru a candida la scaunul de mitropolit. Nemulțumit că Laurențiu Streza și nu Andrei Andreicuț, candidatul pe care l-a susținut în mod public, a fost ales în funcția de mitropolit al Ardealului, a inițiat ruperea episcopiilor din nordul și centrul Ardealului de sub jurisdicția scaunului mitropolitan de la Sibiu.
Acest demers a stârnit nemulțumirea unor credincioși și a atras dezaprobarea unor comentatori.
În data de 2 martie 2006 Sfântul Sinod al Bisericii Ortodoxe Române l-a ridicat pe arhiepiscopul Bartolomeu la rangul de mitropolit al Mitropoliei Clujului, Albei, Crișanei și Maramureșului. Această nouă mitropolie, înființată canonic de către Sfântul Sinod la 4 noiembrie 2005, a fost trecută în Statut și i s-a stabilit denumirea de către Adunarea Națională Bisericească pe 1 martie 2006. A fost instalat oficial ca mitropolit la 25 martie 2006 de către un sobor de ierarhi în frunte cu Patriarhul Teoctist.

## Alegerea noului patriarh în 2007
La alegerile desfășurate în data de 12 septembrie 2007 a obținut 66 de voturi în Colegiul Electoral Bisericesc, față de 95 de voturi obținute de mitropolitul Daniel Ciobotea, care astfel a fost ales succesor al Patriarhului Teoctist.

## Scriitorul

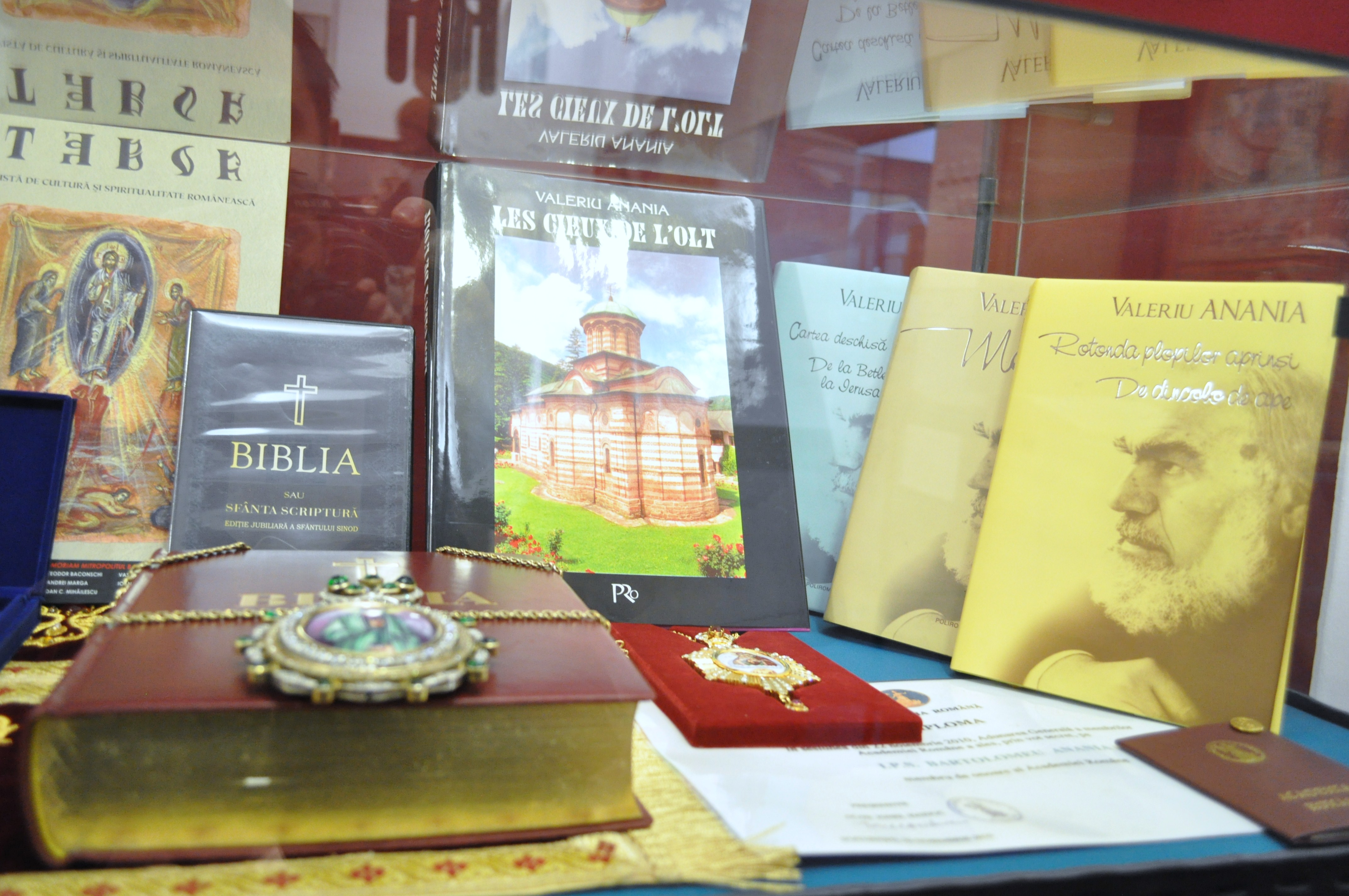
O parte din volumele scrise de Bartolomeu Anania

S-a afirmat în literatură încă de pe băncile școlii, făcându-și debutul în anul 1936 la revista "Vremea", apoi la revista "Dacia Rediviva", al cărei redactor principal a și fost. După ani a colaborat la revistele: "Gazeta Literară", "Luceafărul", "Magazin Istoric", "Ateneu" și altele.
A publicat în revistele centrale bisericești, "Glasul Bisericii", "Mitropolia Olteniei", buletinul și calendarul "Credința" din Detroit, "Renașterea" din Cluj (unele sub pseudonimul Vartolomeu Diacul). Din punct de vedere al scrisului duhovnicesc, din multele lucrări amintim "Filele de acatist" (1976), "Acțiunea catolicismului în România interbelică" (1992) penultima lucrare, "Cartea deschisă a Împărăției", o tâlcuire competentă a Sfintei Liturghii izvorâtă din experiența sa. În anul 2008 a publicat un volum de memorii.
Vorbind de activitatea sa de dramaturg, trebuie să menționăm dramele: "Miorița" (1966); "Meșterul Manole" (1968); "Du-te vreme, vino, vreme!" (1969); "Păhărelul cu nectar" (fantezie pentru copii-1969); "Steaua Zimbrului" (1971); "Poeme cu măști" (1972). Acestea au fost puse în scenă de o serie de teatre ale țării: "Barbu Ștefănescu Delavrancea" din București, "Alexandru Davila" din Pitești, "Dramatic" din Baia Mare ș.a
În anul 1982 a obținut Premiul pentru Dramaturgie al Uniunii Scriitorilor din România.
In anul 1978 devine membru al Uniunii Scriitorilor din România. Alegerea sa ca arhiepiscop nu l-a făcut să abandoneze scrisul. I-au apărut volumele de poezii: "Geneze" (1971); "Istorii agrippine" (1976); "File de acatist" (1981); Anamneze" (1984); "Imn Eminescului în nouăsprezece cânturi" (1992); "Poezie religioasă românească modernă" (1992). La acestea se adaugă volumele de proză și de eseuri: "Greul Pământului" (1982), "Rotonda plopilor aprinși" (1983), albumul "Cerurile Oltului" (1990), "Amintirile peregrinului Apter" (1991), romanul exotic "Străinii din Kipukua" (1979) și multe altele.
Este prezent în antologiile: 
- Streiflicht – Eine Auswahl zeitgenössischer rumänischer Lyrik (81 rumänische Autoren), - „Lumina piezișă”, antologie bilingvă româno-germană, de Christian W. Schenk cuprinzând 81 de autori români, Dionysos Verlag 1994, ISBN 3980387119
- Pieta - Eine Auswahl rumänischer Lyrik, Dionysos, Boppard, 2018, în traducerea și selectarea lui Christian W. Schenk, ISBN 9781977075666;
- ROSARIEN: Rumänische Gegenwartslyrik 2020, 444 Seiten, trad. Christian W. Schenk, Dionysos Boppard 2020, ISBN 979-8649287029;

- Memorii, Editura Polirom, 2008 [20]

## Onoruri
- Președinte de onoare al Fundației "Nicolae Steinhardt" (1993);
- Membru de onoare al Senatului Universității de Medicină și Farmacie "Iuliu Hațieganu" din Cluj  (1993);
- Premiul special pentru volumul "Din spumele mării", la Salonul de carte din Oradea (1995);
- Senator de onoare și membru al Marelui Senat al Universității Babeș-Bolyai" din Cluj-Napoca (1996);
- Premiul "Cartea anului", pentru volumul "Din spumele mării", la Salonul național de carte din Cluj-Napoca (1996);
- Marele Premiu pentru poezie al Festivalului internațional de poezie "Lucian Blaga", Cluj-Napoca (mai 1999);
- Diploma și medalia Academiei de Artă, Cultură și Istorie din Brazilia (mai 2000);
- De la Președinția României, Medalia Comemorativă "150 de ani de la nașterea lui "Mihai Eminescu" și Ordinul Național „Pentru Merit” în grad de Mare Cruce (2000);
- Premiul pentru Opera Omnia, al Uniunii Scriitorilor, filiala Cluj (martie 2001) ș.a.
Mitropolitului Bartolomeu i-au fost decernate titlurile de Doctor Honoris Causa al Universității "Babeș-Bolyai" din Cluj (1 iunie 2001), al Universității de Medicină și Farmacie "Iuliu Hațieganu" din Cluj (7 iulie 2001); "Cetățean de onoare" al municipiului Cluj-Napoca (25 ianuarie 1996); "Cetățean de onoare" al municipiului Bistrița (martie 2001). "Cetățean de onoare" al municipiului Dej; Cetățean de Onoare al comunei Vad /2005.
Pentru activitatea sa ecleziastică a fost distins cu: Crucea Patriarhală - București, Ordinul Sfântului Mormânt al Patriarhiei Ierusalimului, Ordinul Sfinților Apostoli Petru și Pavel al Patriarhiei Antiohiei.
La 22 noiembrie 2010 a fost ales membru de onoare al Academiei Române.

## Controverse
- Au existat voci care au susținut că Bartolomeu Anania a fost trimis în Statele Unite în 1966 de către Securitate, pentru a-l elimina pe Valerian Trifa, urmând să aducă ortodoxia românească din S.U.A. în subordinea Sinodului de la București. Aceste acuzații nu se mai susțin în lumina noilor cercetări. Potrivit documentelor, Bartolomeu Anania, fost deținut politic, a fost rechemat în țară din cauza "atitudinii ostile față de realizările României socialiste"[24].
- Generalul Ion Mihai Pacepa, fost șef al serviciilor secrete române, afirmă în memoriile sale că Valeriu Anania a fost agent al Direcției de Informații Externe (DIE), calitate în care a spionat pentru regimul comunist din România. În replică ÎPS Bartolmeu Anania a spus: "...În anul 1976, aflându-mă temporar în România, Securitatea m-a împiedicat să mă întorc, somându-mă să-i predau documentele personale de proveniență americană (cardul de identitate și pașaportul). Am reușit însă să le predau Consulatului American, care mi-a eliberat o adeverință cu timbru sec, în dublu exemplar; pe unul l-am depus la Departamentul Cultelor, pe altul îl păstrez eu. Chiar dacă nu s-ar fi petrecut intervenția brutală a Securității, tot nu aș fi rămas pe viață în Statele Unite. Cu toate că, după cinci ani de rezidențiat aveam dreptul să cer și să obțin cetățenia americană, nu am făcut-o, iar asta nu din cine știe ce patriotism radical, ci pentru că niciodată nu m-am împăcat cu gândul că trupul meu s-ar putea odihni în alt pământ decât cel românesc, singurul care ține de cald".
- Consiliul Național pentru Studierea Arhivelor Securității (CNSAS) a afirmat, la 22 ianuarie 2008, că agentul cu numele de cod „Apostol” din dosarul de urmărire al fostului mitropolit al Ardealului Antonie Plămădeală, era Valeriu Anania, actualul mitropolit al Clujului. Informatorului „Apostol”, unul din cei 35 de turnători din dosarul de urmărire informativă al fostului mitropolit de la Sibiu, îi sunt atribuite două note, ambele datate în 1964. Prima a fost dată pe 17 august, la doar câteva zile după ieșirea din arest a lui Valeriu Anania, iar cealaltă - pe 9 octombrie. Notele au fost date în două case conspirative diferite, „Dobrogea” și „Spiridon”, fiind scrise la mașină, ca marea majoritate a celorlalte 101 note din dosar. „Pe Plămădeală Leonida-Antonie l-am cunoscut prin anul 1949 când a venit la mine, în palatul patriarhal, rugându-mă să intervin la Firmilian, mitropolitul Olteniei, să-l primească în eparhia sa. Cu acel prilej, Plămădeală mi-a spus că are un mandat neexecutat”, a relatat „Apostol” securiștilor. În 1949, anul la care face referire acesta, Antonie Plămădeală tocmai terminase Teologia și, ca urmare a implicării sale în grevele studențești anticomuniste, fusese condamnat la șapte ani de temniță grea și cinci ani de degradare civică. A fost prins abia în 1954 și eliberat, printr-un decret de grațiere, în 1958. Note informative după discuțiile cu o călugăriță: „Am vorbit cu Firmilian și acesta l-a primit ca monah la schitul Crasna, al cărui stareț... etc, etc.[9]

Potrivit ultimelor rezultate ale cercetărilor de arhivă, Mitropolitul Bartolomeu Anania nu a colaborat cu Securitatea, "nici în detenție, nici în libertate; nici în țară, nici în străinătate; nici cu angajament, nici fără angajament; nici cu nume conspirativ, nici cu nume propriu", după cum afirma el însuși în timpul vieții. Afirmațiile sale au fost confirmate de documentarul Ioanei Diaconescu (cercetător CNSAS) Bartolomeu Anania. Dosare de urmărire informativă, apărut în numerele 10 și 11 din 2012 ale "României Literare".